# 馬布爾鎮區 (明尼蘇達州林肯縣)
馬布爾鎮區（英語：Marble Township）是位於美國明尼蘇達州林肯縣的一個行政鎮區，得名自當地常見的石灰岩。

## 地方資料
馬布爾鎮區的面積為94.66平方千米，當中陸地面積為94.40平方千米，而水域面積為0.26平方千米。根據2020年美國人口普查的數據，當地共有人口170人，而人口密度為每平方千米1.8人。